# Gran Premio de la Comunidad Valenciana de 2020
El Gran Premio de la Comunidad Valenciana de 2020 (oficialmente Gran Premio Motul de la Comunitat Valenciana) fue la decimocuarta prueba del Campeonato del Mundo de Motociclismo de 2020. Tuvo lugar en el fin de semana del 13 al 15 de noviembre de 2020 en el Circuito Ricardo Tormo, situado en la localidad de Cheste, Comunidad Valenciana, España.
La carrera de MotoGP fue ganada por Franco Morbidelli, seguido de Jack Miller y Pol Espargaró. Jorge Martín fue el ganador de la prueba de Moto2, por delante de Héctor Garzó y Marco Bezzecchi. La carrera de Moto3 fue ganada por Tony Arbolino, Sergio García fue segundo y Raúl Fernández tercero.

## Resultados

### Resultados MotoGP
| Pos.    | N.º | Piloto            | Constructor | Vueltas | Tiempo    | Parrilla | Puntos |
| ------- | --- | ----------------- | ----------- | ------- | --------- | -------- | ------ |
| 1       | 21  | Franco Morbidelli | Yamaha      | 27      | 41:22.478 | 1        | 25     |
| 2       | 43  | Jack Miller       | Ducati      | 27      | +0.093    | 2        | 20     |
| 3       | 44  | Pol Espargaró     | KTM         | 27      | +3.006    | 5        | 16     |
| 4       | 42  | Álex Rins         | Suzuki      | 27      | +3.697    | 14       | 13     |
| 5       | 33  | Brad Binder       | KTM         | 27      | +4.127    | 9        | 11     |
| 6       | 88  | Miguel Oliveira   | KTM         | 27      | +7.272    | 10       | 10     |
| 7       | 36  | Joan Mir          | Suzuki      | 27      | +8.703    | 12       | 9      |
| 8       | 04  | Andrea Dovizioso  | Ducati      | 27      | +8.729    | 17       | 8      |
| 9       | 41  | Aleix Espargaró   | Aprilia     | 27      | +15.512   | 7        | 7      |
| 10      | 12  | Maverick Viñales  | Yamaha      | 27      | +19.043   | 6        | 6      |
| 11      | 63  | Francesco Bagnaia | Ducati      | 27      | +19.456   | 8        | 5      |
| 12      | 46  | Valentino Rossi   | Yamaha      | 27      | +19.717   | 16       | 4      |
| 13      | 35  | Cal Crutchlow     | Honda       | 27      | +23.802   | 13       | 3      |
| 14      | 6   | Stefan Bradl      | Honda       | 27      | +27.430   | 18       | 2      |
| 15      | 9   | Danilo Petrucci   | Ducati      | 27      | +30.570   | 15       | 1      |
| 16      | 73  | Álex Márquez      | Honda       | 27      | +30.619   | 20       |        |
| 17      | 53  | Tito Rabat        | Ducati      | 27      | +42.365   | 19       |        |
| 18      | 32  | Lorenzo Savadori  | Aprilia     | 27      | +46.472   | 21       |        |
| Ret     | 30  | Takaaki Nakagami  | Honda       | 18      | Caída     | 3        |        |
| Ret     | 20  | Fabio Quartararo  | Yamaha      | 8       | Caída     | 11       |        |
| Ret     | 5   | Johann Zarco      | Ducati      | 5       | Caída     | 4        |        |
| WD      | 27  | Iker Lecuona      | KTM         |         | No corrió |          |        |
| 1.      |     |                   |             |         |           |          |        |
| Fuente: |     |                   |             |         |           |          |        |

### Resultados Moto2
| Pos.    | N.º | Piloto                | Constructor | Vueltas | Tiempo    | Parrilla | Puntos |
| ------- | --- | --------------------- | ----------- | ------- | --------- | -------- | ------ |
| 1       | 88  | Jorge Martín          | Kalex       | 25      | 40:02.225 | 5        | 25     |
| 2       | 40  | Héctor Garzó          | Kalex       | 25      | +0.072    | 2        | 20     |
| 3       | 72  | Marco Bezzecchi       | Kalex       | 25      | +0.204    | 3        | 16     |
| 4       | 23  | Marcel Schrötter      | Kalex       | 25      | +0.689    | 7        | 13     |
| 5       | 10  | Luca Marini           | Kalex       | 25      | +0.812    | 10       | 11     |
| 6       | 33  | Enea Bastianini       | Kalex       | 25      | +2.329    | 12       | 10     |
| 7       | 87  | Remy Gardner          | Kalex       | 25      | +8.973    | 19       | 9      |
| 8       | 64  | Bo Bendsneyder        | NTS         | 25      | +9.720    | 9        | 8      |
| 9       | 11  | Nicolò Bulega         | Kalex       | 25      | +11.596   | 14       | 7      |
| 10      | 7   | Lorenzo Baldassarri   | Kalex       | 25      | +11.836   | 8        | 6      |
| 11      | 16  | Joe Roberts           | Kalex       | 25      | +12.369   | 16       | 5      |
| 12      | 45  | Tetsuta Nagashima     | Kalex       | 25      | +13.041   | 23       | 4      |
| 13      | 97  | Xavi Vierge           | Kalex       | 25      | +13.495   | 13       | 3      |
| 14      | 22  | Sam Lowes             | Kalex       | 25      | +15.345   | 18       | 2      |
| 15      | 37  | Augusto Fernández     | Kalex       | 25      | +15.577   | 21       | 1      |
| 16      | 12  | Thomas Lüthi          | Kalex       | 25      | +18.954   | 17       |        |
| 17      | 24  | Simone Corsi          | MV Agusta   | 25      | +26.947   | 11       |        |
| 18      | 35  | Somkiat Chantra       | Kalex       | 25      | +36.336   | 25       |        |
| 19      | 55  | Hafizh Syahrin        | Speed Up    | 25      | +42.068   | 26       |        |
| 20      | 99  | Kasma Daniel          | Kalex       | 25      | +46.792   | 28       |        |
| 21      | 74  | Piotr Biesiekirski    | NTS         | 25      | +50.162   | 29       |        |
| Ret     | 21  | Fabio Di Giannantonio | Speed Up    | 24      | Caída     | 4        |        |
| Ret     | 57  | Edgar Pons            | Kalex       | 23      | Caída     | 22       |        |
| Ret     | 44  | Arón Canet            | Speed Up    | 21      | Caída     | 20       |        |
| Ret     | 9   | Jorge Navarro         | Speed Up    | 17      | Caída     | 15       |        |
| Ret     | 19  | Lorenzo Dalla Porta   | Kalex       | 14      | Caída     | 24       |        |
| Ret     | 62  | Stefano Manzi         | MV Agusta   | 10      | Caída     | 1        |        |
| Ret     | 27  | Andi Farid Izdihar    | Kalex       | 8       | Caída     | 27       |        |
| Ret     | 42  | Marcos Ramírez        | Kalex       | 6       | Caída     | 6        |        |
| Fuente: |     |                       |             |         |           |          |        |

### Resultados Moto3
| Pos.    | N.º | Piloto             | Constructor | Vueltas | Tiempo    | Parrilla | Puntos |
| ------- | --- | ------------------ | ----------- | ------- | --------- | -------- | ------ |
| 1       | 14  | Tony Arbolino      | Honda       | 23      | 38:17.462 | 13       | 25     |
| 2       | 11  | Sergio García      | Honda       | 23      | +1.142    | 17       | 20     |
| 3       | 25  | Raúl Fernández     | KTM         | 23      | +1.297    | 3        | 16     |
| 4       | 75  | Albert Arenas      | KTM         | 23      | +2.825    | 6        | 13     |
| 5       | 40  | Darryn Binder      | KTM         | 23      | +2.999    | 1        | 11     |
| 6       | 53  | Deniz Öncü         | KTM         | 23      | +3.208    | 11       | 10     |
| 7       | 16  | Andrea Migno       | KTM         | 23      | +9.836    | 5        | 9      |
| 8       | 79  | Ai Ogura           | Honda       | 23      | +9.852    | 7        | 8      |
| 9       | 5   | Jaume Masiá        | Honda       | 23      | +9.864    | 4        | 7      |
| 10      | 52  | Jeremy Alcoba      | Honda       | 23      | +12.802   | 15       | 6      |
| 11      | 17  | John McPhee        | Honda       | 23      | +12.879   | 16       | 5      |
| 12      | 55  | Romano Fenati      | Husqvarna   | 23      | +14.513   | 14       | 4      |
| 13      | 82  | Stefano Nepa       | KTM         | 23      | +15.340   | 19       | 3      |
| 14      | 23  | Niccolò Antonelli  | Honda       | 23      | +15.619   | 10       | 2      |
| 15      | 6   | Ryusei Yamanaka    | Honda       | 23      | +24.297   | 20       | 1      |
| 16      | 7   | Dennis Foggia      | Honda       | 23      | +24.320   | 27       |        |
| 17      | 70  | Barry Baltus       | KTM         | 23      | +24.666   | 24       |        |
| 18      | 92  | Yuki Kunii         | Honda       | 23      | +24.690   | 12       |        |
| 19      | 71  | Ayumu Sasaki       | KTM         | 23      | +27.484   | 26       |        |
| 20      | 9   | Davide Pizzoli     | KTM         | 23      | +27.754   | 25       |        |
| 21      | 99  | Carlos Tatay       | KTM         | 23      | +28.093   | 29       |        |
| 22      | 50  | Jason Dupasquier   | KTM         | 23      | +28.138   | 23       |        |
| 23      | 54  | Riccardo Rossi     | KTM         | 23      | +30.718   | 18       |        |
| 24      | 13  | Celestino Vietti   | KTM         | 23      | +48.093   | 9        |        |
| Ret     | 89  | Khairul Idham Pawi | Honda       | 21      | Caída     | 28       |        |
| Ret     | 2   | Gabriel Rodrigo    | Honda       | 7       | Caída     | 30       |        |
| Ret     | 21  | Alonso López       | Husqvarna   | 7       | Caída     | 21       |        |
| Ret     | 27  | Kaito Toba         | KTM         | 1       | Caída     | 2        |        |
| Ret     | 24  | Tatsuki Suzuki     | Honda       | 1       | Caída     | 8        |        |
| Ret     | 73  | Maximilian Kofler  | KTM         | 0       | Caída     | 22       |        |
| DNS     | 12  | Filip Salač        | Honda       |         | No corrió |          |        |
| 1.      |     |                    |             |         |           |          |        |
| Fuente: |     |                    |             |         |           |          |        |